# Rue de la Masure
La rue de la Masure est une ancienne voie de Paris qui était située dans l'ancien 9e arrondissement et qui a disparu dans la résorption de l'îlot insalubre no 16 vers 1941.

## Origine du nom
D'après Jean de La Tynna, cette rue tient son nom d'un sieur « des Masures », qui y fit bâtir des maisons. Lucien Lambeau affirme au contraire que c'est le nom commun « masure » qui donna son nom à la voie.

## Situation
Située dans l'ancien 9e arrondissement, quartier de l'Hôtel-de-Ville, la rue de la Masure, d'une longueur de 21 mètres, commençait aux 34-36, quai des Ormes et finissait aux 27-29, rue de la Mortellerie.
Le seul numéro de la rue, le no 1, était noir.

## Historique
L'écrivain et imprimeur Gilles Corrozet désigne cette voie sous le nom de « Descente à la rivière ».
Une décision ministérielle du 13 thermidor an VI (31 juillet 1798), signée François de Neufchâteau, fixe la largeur de cette voie publique à 6 mètres.
Cette rue a disparu dans la résorption de l'îlot insalubre no 16 vers 1941.